# Reality: Ultima frontiera
Reality: Ultima frontiera (Le Jeu de la mort) è un reality show-documentario francese del 2009 , organizzato dal regista Christophe Nick e co-prodotto da France Télévisions e La Radio Télévision Suisse. L'allestimento del documentario riproduce l'esperimento di Milgram del 1961.

## Scopo dell'esperimento
Lo scopo dell'esperimento era analogo a quello di Milgram del 1961: scoprire il livello di obbedienza di una persona davanti a un'autorità se le direttive impongono qualcosa in contrasto con le nostre convinzioni e la nostra coscienza.

## Allestimento
Il documentario è stato allestito in modo da far pensare alle cavie (80 persone francesi scelte tramite selezioni) di trovarsi all'interno di un quiz televisivo a premi, La Zone Extreme - Il gioco della morte. L'autorità scientifica dell'esperimento di Stanley Milgram è stata sostituita, in questo caso, da una presentatrice televisiva, Tania Young.

## Svolgimento
I concorrenti dovevano fare una serie di domande al concorrente Jean-Paul (in realtà un attore). Per ogni risposta sbagliata dovevano dare una scossa elettrica a Jean-Paul, di intensità sempre maggiore se il concorrente sbagliava, fino a 480 volt. L'attore ha sbagliato volutamente tutte le domande a lui poste, costringendo le persone ad aumentare gradualmente il voltaggio delle scosse e facendole "scontrare" con i loro sensi di colpa. Questi erano amplificati anche dalle grida di Jean-Paul, che implorava di smettere e diceva che voleva tornare a casa.

## Risultato
Al termine dell'esperimento, l'81 % delle cavie erano arrivate fino all'ultima domanda, dispensando quindi la "scossa" di 480 volt. Tutti i concorrenti, in un certo momento del programma, avevano cercato di sottrarsi dal "torturare" ancora Jean-Paul, ma solo il 19 % del totale è riuscito in questo intento.

## Le ingiunzioni
Durante l'esperimento, se un concorrente aveva preso la decisione di ritirarsi, si presentavano cinque diverse situazioni o "ordini" :
- Il ruolo della televisione (che ha portato in particolare il 6% dei concorrenti a dire che "non avevano ritenuto possibile che la televisione permettesse di far soffrire così un essere umano");
- Il coinvolgimento di una somma (fittizia) di denaro;
- La frase "Non si lasci impressionare, continui", pronunciata dalla presentatrice nel caso in cui, dopo le urla dell'attore, il concorrente-cavia avesse deciso di ritirarsi;
- La frase "Ci prendiamo noi tutte le responsabilità", pronunciata sempre dalla presentatrice nel caso che il concorrente proseguisse nell'intento di non infliggere più scosse a Jean-Paul;
- La presenza del pubblico, tirata in ballo dalla conduttrice come ultima risorsa nel caso in cui il concorrente si fosse mostrato irremovibile nel suo intento.